# منطقة دول الريفية
منطقة دول الريفية (بالفارسية: دهستان دول) هي أحد المناطق الريفية التابعة للناحية المركزية، مقاطعة أرومية، محافظة أذربيجان الغربية، إيران، وعاصمتها وأكبر قراها هي ديزج دول. تضم 27 قرية، ويبلغ عدد سكانها 7487 نسمة حسب إحصاء 2016.